# Ґері Голт
Ґері Вейн Голт (англ. Gary Wayne Holt; 4 травня 1964, Сан-Пабло, Каліфорнія, США) — американський гітарист з району затоки Сан-Франциско, що по праву називається «хрещеним батьком» треш-металу. Він є гітаристом, керівником та основним пісняром треш-метал гурту Exodus і був учасником Slayer з 2011 по 2019 рік, замінивши Джеффа Ганнемана на тимчасовій основі через хворобу у 2011 році та на постійній основі після смерті Ганнемана у травні 2013 року.

## Життєпис

### Exodus (з 1981 р.)
Після того, як гітарист Тім Аґнелло залишив Exodus в 1981 році, Холт приєднався до групи і з тих пір є основним автором пісень. Після виходу Кірка Геммета з Exodus у 1983 році, щоб приєднатися до Metallica. Холт визначав вектор розвитку групи протягом усіх років існування колективу. І протягом багатьох років, під час перебування Ріка Ганолта у групі, Ґері Голт та Рік Ганолт утворювали так званий "H-Team", легендарний гітарний треш-метал дует, що складається з піонерів цього жанру. Голт – єдиний учасник Exodus, який грав на всіх альбомах. Однак у турі останнього альбому гурту, Persona Non Grata, він не брав участі, оскільки був зайнятий у прощальному турі з гуртом Slayer, тоді його тимчасово замінив гітарист гурту Heathen Крейґен Люм.

### Slayer (2011 – 2019 рр.)
12 лютого 2011 року було оголошено, що Голт тимчасово замінить Джеффа Ганнемана у групі Slayer під час їхнього туру European Carnage Tour разом із Megadeth. Холт також грав зі Slayer на концерті Big 4 в Індіо, штат Каліфорнія, 23 квітня 2011 р., а також на фестивалі Fun Fun Fest в Остіні, штат Техас, 6 листопада 2011 р. Пізніше було підтверджено, що Голт є постійним учасником Slayer без відриву від його основної групи Exodus після того, як Ганнеман помер 2 травня 2013 року, і залишався в групі до їхнього розпаду після завершення їхнього прощального туру 2018–2019 років. Він також записав гітарні треки на альбомі Slayer 2015 року Repentless, але не брав участі в записі альбому, за винятком гітарних соло.
Однак під час європейського туру Slayer Ґері вибув із групи через смертельну хворобу батька. Його замінив колишній гітарист гурту Machine Head Філ Деммел.

### Інші роботи
У жовтні 2008 року Голт випустив навчальне відео з гри на гітарі під назвою "A Lesson in Guitar Violence". Він також продюсував другий альбом Warbringer, Waking in Nightmares. У 2019 році Ґері Голт брав участь у записі пісні Cheapside Sloggers з альбому Rewind, Replay, Rebound датської рок-групи Volbeat.
Також Гері взяв участь у записі однойменного дебютного альбому супергрупи Metal Allegiance.

## Музичні впливи
Основний вплив на гру Голта мали Ричі Блекмор, Міхаель Шенкер, Анґус Янг, Тоні Айоммі, Улі Джон Рот, Маттіас Джабс, Тед Ньюджент і Прінс.
Його улюблені гурти – Venom, Motörhead, Black Sabbath, ранні Iron Maiden та Judas Priest.

## Устаткування
Голт є ендорсером ESP Guitars з вересня 2014 року та має фірмову версію моделі Eclipse. Також Ґері Голт співпрацював із Schecter Guitar Research, де він також мав свої підписні моделі. Він також використав гітари Ibanez, BC Rich, Jackson Guitars, Bernie Rico Jr. та Yamaha.
Для посилення в даний час він використовує ENGL Savage 120, як гітарист в Exodus, а також процесор Kemper Profiling. З 2022 користується кабінетами Arachnid, має свою фірмову модель. У минулому він використав модифіковані підсилювачі Marshall JCM800, Mesa Boogie Mark III, Marshall JVM, Peavey Triple XXX та ENGL Savage 120.
У Slayer Ґері Голт використав підсилювачі Marshall Silver Jubilee, DSL100H та Marshall JVM та пристрій Джеффа Ганнемана.

## Особисте життя
Ґері Голт одружений на Лізі Пертиконі (англ. Lisa Perticone) і має двох дочок. Пара живе у Каліфорнії.
Голт — атеїст. Ґері якісно переоцінив свої погляди життя, спосіб життя. У жовтні 2017 року він став веганом. А з 2021 року перестав вживати спиртні напої. За словами Ґері, переставши вживати спиртне, він став грав краще грати та став більш зосередженим, ніж будь-коли, і став почуватися просто приголомшливо.
Окрім музики, Голт любить іноземні та історичні фільми. За словами Голта, трек «War Is My Shepherd» з альбому Tempo of the Damned є трактатом про «релігійну» і «військову» позицію Америки та про те, як, на його думку, ці два переконання несумісні один з одним.
Голт підтримав Барака Обаму під час президентських виборів 2008 року. На виборах 2004 Голт поручився за Джона Керрі. У 2017 році він назвав президента Дональда Трампа «серійним брехуном» та «ганьбою для цієї країни, цього світу та всіх, хто в ньому живе».
17 грудня 2018 року помер його батько Біллі Чарльз Голт (народився 6 липня 1933 року).
Під час війни підтримав Україну.

## Дискографія

### Exodus
- 1982 — 1982 Demo
- 1985 — Bonded by Blood
- 1987 — Pleasures of the Flesh
- 1989 — Fabulous Disaster
- 1990 — Impact Is Imminent
- 1991 — Good Friendly Violent Fun
- 1992 — Lessons in Violence
- 1992 — Force of Habit
- 1997 — Another Lesson in Violence
- 2004 — Tempo of the Damned
- 2005 — Shovel Headed Kill Machine
- 2007 — The Atrocity Exhibition... Exhibit A
- 2008 — Let There Be Blood
- 2008 — Shovel Headed Tour Machine: Live at Wacken & Other Assorted Atrocities
- 2010 — Exhibit B: The Human Condition
- 2014 — Blood In, Blood Out
- 2021 — Persona Non Grata

### Slayer
- 2015 — Repentless
- 2019 — The Repentless Killogy

### Asylum
- 1990 — Asylum (Demo)

### Destruction
- 2008 — D.E.V.O.L.U.T.I.O.N.

### Heathen
- 2009 — The Evolution of Chaos (Гостьова поява на одній пісні)

### Hypocrisy
- 2005 — Virus

### Laughing Dead
- 1990 — Demo 1990 (Demo)

### Metal Allegiance
- 2015 — Metal Allegiance [Gift of Pain]

### Panic
- 1991 — Epidemic

### Under
- 1998 — Under (EP)

### Warbringer
- 2009 — Waking into Nightmares

### Witchery
- 2010 — Witchkrieg